# 蒋家乡
蒋家乡，是中华人民共和国湖南省怀化市中方县下辖的一个乡镇级行政单位。

## 行政区划
蒋家乡下辖以下地区：
蒋家村、坳头村、岩坡村、水仙村、楼溪村和大沙村。